# نیدرتسیمرن
نیدرتسیمرن (به آلمانی: Niederzimmern) یک شهر در آلمان است که در وایمارر لاند واقع شده‌است. نیدرتسیمرن ۱٬۰۵۵ نفر جمعیت دارد.